# 文庙街道 (宁阳县)
文庙街道，是中华人民共和国山東省泰安市宁阳县下辖的一个乡镇级行政单位。

## 行政区划
文庙街道下辖以下地区：
南关社区、北关社区、东关社区、连家桥社区、泥家村、关王庙村、小吴家村、石桥村、杜家村、巩家堂村、廖家桥村、张家庄村、南满庄村、象到庄村、北许家庄村、西满庄村和北满庄村。